# 迈阿密肖尔斯 (佛罗里达州)
迈阿密肖尔斯（英語：Miami Shores），是美国佛罗里达州邁阿密-戴德縣下属的一座乡村。建立于1932年。面积约为9.7平方公里（约合3.7平方英里）。根据2010年美国人口普查，该市有人口10,493人。论人口在本州排行第157。